# マーク・フィリプーシス
マーク・アンソニー・フィリプーシス （Mark Anthony Philippoussis, 1976年11月7日 - ）は、オーストラリア・メルボルン出身のギリシャ系オーストラリア人男子プロテニス選手。身長195cm、体重102kgの大型選手。右利き、バックハンド・ストロークは片手打ち。自己最高ランキングはシングルス8位、ダブルス18位。これまでにATPツアーでシングルス11勝、ダブルス3勝を挙げる。（新聞の一般表記では「フィリプーシス」となっているが、「フィリポーシス」と表記されることも多い。
4大大会の1998年全米オープン男子シングルスと2003年ウィンブルドン選手権男子シングルスの準優勝者である。

## プレースタイル
『スカッド・サーブ』と呼ばれる高速サーブを武器とするビッグサーバー。
1990年代後半はボリス・ベッカーの後継者と期待され、驚異的パワーを生かしたサーブ、フォアハンドを持った怪物プレイヤーであった。
しかし今一歩飛躍出来ず、サーブ優位からストローク優位の時代の変化も加わり、全米/全英準優勝各1回とグランドスラム優勝には届かなかった。1990年代後半から2000年代前半に活躍したテニスプレイヤーである。

## 選手経歴
フィリプーシスはボリス・ベッカーに憧れて、6歳からテニスを始めた。1994年にプロ転向。1995年全米オープン3回戦で当時の王者ピート・サンプラスに挑み、敗れた。同年の10月にセイコー・スーパー・テニスで初来日し、マイケル・チャンとの決勝戦まで勝ち進んだ。
1996年のウィンブルドン選手権と全米オープンで、フィリプーシスは4歳年上の先輩選手パトリック・ラフターとペアを組み、2大会連続で男子ダブルス準決勝に勝ち進んだ。2人は両大会とも、オーストラリアを代表するペアのウッディーズに連敗した。しかし、ラフターが1997年全米オープンで初優勝した後、フィリプーシスとラフターは仲違いをしてしまい、とうとう和解できずに終わってしまった。
フィリプーシスは1998年全米オープンと2003年ウィンブルドン選手権で、4大大会に2度の準優勝がある。前者はパトリック・ラフターとのオーストラリア対決の決勝戦であった。その後3度の手術を乗り越えて進出した後者の決勝戦では、後に4大大会18勝を果たすロジャー・フェデラーに6-7, 2-6, 6-7のストレートで敗れた。フェデラーの4大大会初優勝の相手はこのフィリプーシスである。
それから再び長期間のスランプに陥ったが、2006年7月第3週にテニス殿堂選手権で3年ぶりのツアー優勝を果たし、通算11勝目を挙げた。2007年以後、彼は故障のため男子ツアーの出場から遠ざかり、復帰と引退を繰り返している。

## ATPツアー決勝進出結果

### シングルス: 22回 (11勝11敗)
| 大会グレード                                  |
| グランドスラム (0-2)                          |
| テニス・マスターズ・カップ (0-0)              |
| ATPマスターズシリーズ (1-1)                   |
| ATPインターナショナルシリーズ・ゴールド (2-1) |
| ATPインターナショナルシリーズ (8–7)           |

| サーフェス別タイトル |
| ハード (8–7)         |
| クレー (1-0)         |
| 芝 (2-1)             |
| カーペット (0-3)     |

| 結果   | No. | 決勝日         | 大会                 | サーフェス        | 対戦相手                   | スコア                             |
| ------ | --- | -------------- | -------------------- | ----------------- | -------------------------- | ---------------------------------- |
| 準優勝 | 1.  | 1995年3月6日   | スコッツデール       | ハード            | ジム・クーリエ             | 6–7(2–7), 4–6                      |
| 準優勝 | 2.  | 1995年10月9日  | クアラルンプール     | カーペット (室内) | マルセロ・リオス           | 6–7(6–8), 2–6                      |
| 準優勝 | 3.  | 1995年10月16日 | 東京                 | ハード (室内)     | マイケル・チャン           | 3–6, 4–6                           |
| 優勝   | 1.  | 1996年10月14日 | トゥールーズ         | ハード            | マグヌス・ラーション       | 6–1, 5–7, 6–4                      |
| 優勝   | 2.  | 1997年3月3日   | スコッツデール       | ハード            | リッチー・レネバーグ       | 6–4, 7–6(7–4)                      |
| 優勝   | 3.  | 1997年4月28日  | ミュンヘン           | クレー            | アレックス・コレチャ       | 7–6(7–3), 1–6, 6–4                 |
| 優勝   | 4.  | 1997年6月9日   | ロンドン             | 芝                | ゴラン・イワニセビッチ     | 7–5, 6–3                           |
| 準優勝 | 4.  | 1997年9月29日  | トゥールーズ         | ハード (室内)     | ニコラス・キーファー       | 5–7, 7–5, 4–6                      |
| 準優勝 | 5.  | 1997年10月6日  | バーゼル             | カーペット (室内) | グレグ・ルーゼドスキー     | 3–6, 6–7(6–8), 6–7(3–7)            |
| 優勝   | 5.  | 1998年2月16日  | メンフィス           | ハード (室内)     | マイケル・チャン           | 6–3, 6–2                           |
| 準優勝 | 6.  | 1998年9月14日  | 全米オープン         | ハード            | パトリック・ラフター       | 3–6, 6–3, 2–6, 0–6                 |
| 優勝   | 6.  | 1999年2月8日   | サンノゼ             | ハード (室内)     | セシル・マミート           | 6–3, 6–2                           |
| 優勝   | 7.  | 1999年3月8日   | インディアンウェルズ | ハード            | カルロス・モヤ             | 5–7, 6–4, 6–4, 4–6, 6–2            |
| 優勝   | 8.  | 2000年2月7日   | サンノゼ             | ハード (室内)     | ミカエル・ティルストロム   | 7–5, 4–6, 6–3                      |
| 準優勝 | 7.  | 2000年10月9日  | 香港                 | ハード            | ニコラス・キーファー       | 6–7(4–7), 6–2, 2–6                 |
| 準優勝 | 8.  | 2000年11月20日 | パリ                 | カーペット (室内) | マラト・サフィン           | 6–3, 6–7(7–9), 4–6, 6–3, 6–7(8–10) |
| 優勝   | 9.  | 2001年2月19日  | メンフィス           | ハード (室内)     | ダビデ・サングイネッティ   | 6–3, 6–7(5–7), 6–3                 |
| 準優勝 | 9.  | 2002年1月7日   | アデレード           | ハード            | ティム・ヘンマン           | 4–6, 7–6(8–6), 3–6                 |
| 準優勝 | 10. | 2003年3月10日  | スコッツデール       | ハード            | レイトン・ヒューイット     | 4–6, 4–6                           |
| 準優勝 | 11. | 2003年7月7日   | ウィンブルドン       | 芝                | ロジャー・フェデラー       | 6–7(5–7), 2–6, 6–7(3–7)            |
| 優勝   | 10. | 2003年9月22日  | 上海                 | ハード            | イジー・ノバク             | 6–2, 6–1                           |
| 優勝   | 11. | 2006年7月16日  | ニューポート         | 芝                | ジャスティン・ギメルストブ | 6–3, 7–5                           |

### ダブルス: 6回 (3勝3敗)
| 結果   | No. | 決勝日        | 大会                 | サーフェス        | パートナー               | 対戦相手                                        | スコア              |
| ------ | --- | ------------- | -------------------- | ----------------- | ------------------------ | ----------------------------------------------- | ------------------- |
| 優勝   | 1.  | 1995年4月17日 | 香港                 | ハード            | トミー・ホー             | ジョン・フィッツジェラルド アンダース・ヤリード | 6-1, 6-7, 7-6       |
| 優勝   | 2.  | 1995年10月9日 | クアラルンプール     | カーペット (室内) | パトリック・マッケンロー | グラント・コネル パトリック・ガルブレイス       | 7-5, 6-4            |
| 準優勝 | 1.  | 1997年3月10日 | インディアンウェルズ | ハード            | パトリック・ラフター     | ダニエル・ネスター マーク・ノールズ             | 3-6, 6-7            |
| 優勝   | 3.  | 1997年6月9日  | ロンドン             | 芝                | パトリック・ラフター     | サンドン・ストール シリル・スーク               | 6-2, 4-6, 7-5       |
| 準優勝 | 2.  | 1997年8月4日  | シンシナティ         | ハード            | パトリック・ラフター     | マーク・ウッドフォード トッド・ウッドブリッジ   | 6-7, 6-4, 4-6       |
| 準優勝 | 3.  | 2003年3月9日  | スコッツデール       | ハード            | レイトン・ヒューイット   | ジェームズ・ブレーク マーク・マークレイン       | 4–6, 7–6(2), 6–7(5) |

## 4大大会シングルス成績
略語の説明
| W | F | SF | QF | #R | RR | Q# | LQ | A | Z# | PO | G | S | B | NMS | P | NH |

W=優勝, F=準優勝, SF=ベスト4, QF=ベスト8, #R=#回戦敗退, RR=ラウンドロビン敗退, Q#=予選#回戦敗退, LQ=予選敗退, A=大会不参加, Z#=デビスカップ/BJKカップ地域ゾーン, PO=デビスカップ/BJKカッププレーオフ, G=オリンピック金メダル, S=オリンピック銀メダル, B=オリンピック銅メダル, NMS=マスターズシリーズから降格, P=開催延期, NH=開催なし.
| 大会           | 1993 | 1994 | 1995 | 1996 | 1997 | 1998 | 1999 | 2000 | 2001 | 2002 | 2003 | 2004 | 2005 | 2006 | 通算成績 |
| -------------- | ---- | ---- | ---- | ---- | ---- | ---- | ---- | ---- | ---- | ---- | ---- | ---- | ---- | ---- | -------- |
| 全豪オープン   | LQ   | 1R   | 1R   | 4R   | A    | 2R   | 4R   | 4R   | A    | 2R   | 3R   | 4R   | A    | 1R   | 16–10    |
| 全仏オープン   | A    | A    | A    | 2R   | 4R   | 2R   | 1R   | 4R   | A    | 2R   | 2R   | 1R   | A    | A    | 10–8     |
| ウィンブルドン | A    | LQ   | A    | 2R   | 1R   | QF   | QF   | QF   | A    | 4R   | F    | 4R   | 2R   | 2R   | 27–10    |
| 全米オープン   | A    | LQ   | 3R   | 4R   | 3R   | F    | A    | 2R   | A    | 1R   | 3R   | 1R   | 1R   | 1R   | 16–10    |